# Георгиевская церковь (Старая Ладога)
Церковь Святого Георгия — недействующий белокаменный православный храм второй половины XII века, находящийся в Староладожской крепости. Один из древнейших сохранившихся храмов России. Наряду с собором Староладожского Успенского монастыря является самым северным русским каменным храмом домонгольского периода. В храме сохранились фрагменты уникальных фресок XII века. Имеет статус памятника архитектуры федерального значения.

## История
Согласно части летописей, Старая Ладога была первой резиденцией Рюрика, прежде чем он переехал в Новгород. Она стояла на важнейшем в то время торговом пути из варяг в греки, проходившем по Волхову. Сооружение каменной крепости в Старой Ладоге началось в 1110-х годах. Во второй половине XII века было построено семь или восемь каменных храмов, из которых лишь два сохранились до нашего времени (кроме Георгиевской церкви, это Успенский собор Староладожского Успенского монастыря).
Точная дата постройки Георгиевской церкви неизвестна, но детали архитектуры и росписей говорят о том, что это было скорее всего между 1180 и 1200 годами. По преданию, храм был построен в честь Георгия Победоносца в память о разгроме шведов в битве на реке Воронежке. Храм был впервые упомянут в письменных источниках лишь в 1445 году. В XVI веке церковь была перестроена, однако интерьер остался неизменным. К концу XVII века внутренний облик храма остро нуждался в реставрации, которая была проведена в 1683—1684 годах. В ходе работ были проделаны новые окна, настенные фрески были разрушены.
Дальнейшие реставрации были проведены в 1902, 1925—1928, 1952—1962, а также в 1970—1990-х годах.

## Архитектура

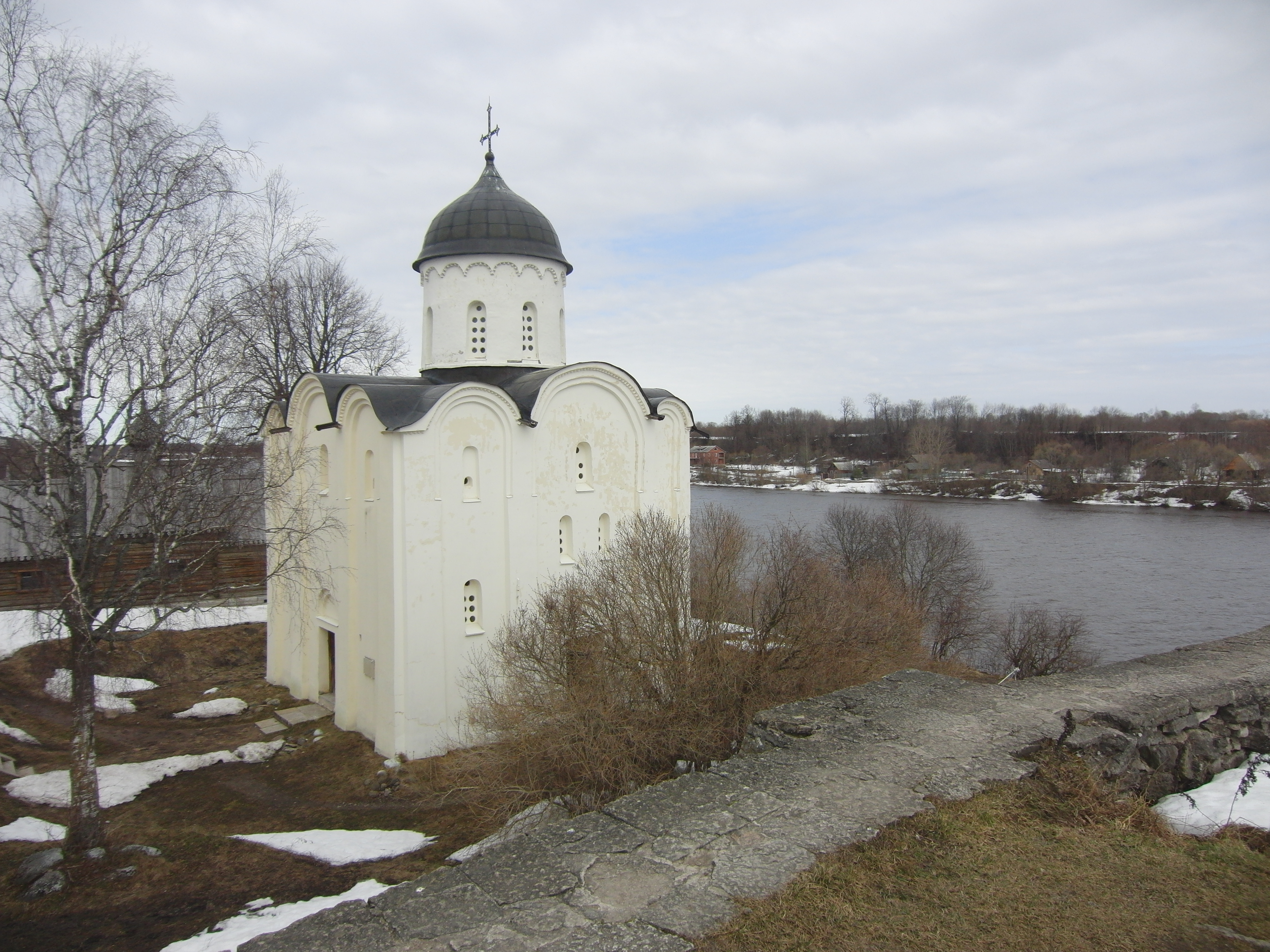
Георгиевская церковь с южной стороны с видом на Волхов

Архитектура храма типична для Новгородской школы зодчества. Это четырёхстолпный однокупольный трёхапсидный храм. Его площадь всего 72 м², он слегка асимметричен по отношению к оси север — юг. Это объясняется тем, что храм был возведён внутри крепости с ограниченным пространством.

## История строительства
Как считает большинство исследователей, церковь святого Георгия была сдана заказчику в 1165—1166 годах после того, как на реке Воронеге русское войско разгромило шведов. «Первая Новгородская летопись» сообщает, что в 1164 году на ладожскую крепость напали шведы. Ладожане, «затворишася в граде», послали в Новгород за князем и войском. Вскоре «приспе князь Святослав с новгородци и с посадником Захариею». Шведы были разбиты, но для сохранения торговли с ними шведские земли в ответ разорены не были, «ограничились наукой», как показано на фреске.
По традиционному мнению, отражённому М. И. Мильчиком, строительство, скорее всего, началось на следующий год (летние месяцы были уже пропущены). Как показали последние исследования, согласно первоначальному замыслу, боковые апсиды храма были пониженными, а хоры в нём отсутствовали. Подобный тип храма, редкий для древнерусского зодчества XII века, известен нам на примере двух построек епископа Нифонта — Спасо-Преображенского собора Мирожского монастыря во Пскове (около 1140 года) и церкви Святого Климента в Старой Ладоге (1153 год), фрески которой не сохранились. Церковь Святого Климента была перенесена Петром Великим в Новую Ладогу, а здание её после этого разрушилось. Но фрески, посвящённые этому святому, есть и в Георгиевской церкви. Хотя в Южной Руси культ святого Климента появился с момента крещения Руси в Православие и вывоза его мощей из Корсуни Владимиром Святославичем, но культ его в Северной Руси начался при владыке Нифонте и связан не только с тем, что святой мученик упокоился на земле Древней Руси — в Крыму, а мощи его находились в Десятинной церкви в Киеве, но и с заимствованием Господином Великим Новгородом порядков Римской республики. Учитывая, что после Нифонта со сниженными апсидами храмы не строили, а хотя культ святого Климента удержался, но посвящённые ему фрески не присутствовали во всех храмах одного пригорода, логично предположить, что Георгиевская церковь также была заложена ещё при владыке Нифонте, то есть не позднее середины 1150-х годов. Именно тогда храм и был посвящён святому Георгию — в домонгольской Руси посвящение осуществлялось при закладке фундамента. Однако после кончины Нифонта в 1156 году возведение церкви было отложено на неопределенный срок, и возобновилось после победы над шведами. Позже 1165—1166 годов строительство маловероятно: князь Святослав, возможный заказчик храма, в 1167 году был изгнан из Новгорода и на следующее лето умер. Второй предполагаемый заказчик — посадник Захарий — погиб в 1166 году. Видимо, староладожский храм начали и закончили строить как раз в 1165 году. Такой малый храм каменных дел мастерам вполне под силу выстроить за один год. Подобные темпы не были редкостью в XII веке. Но после 1165 года почти все храмы в Господине Великом Новгороде строились уже боярами и купцами, хотя, возможно, часть из них — той же артелью, что построила церковь св. Георгия — последнюю в Старой Ладоге в XII веке. Но несмотря на логичность этой версии В. Д. Сарабьянов считает, что, хотя храм был, видимо, заложен при владыке Нифонте, но художественные, типологические и иконографические особенности архитектуры и стенописи позволяют достаточно уверенно ограничить время окончательного создания памятника последними двумя десятилетиями XII века (так же вначале датировал памятник и В. Н. Лазарев, датировку он изменил на основании исторического события — разгрома шведов под Старой Ладогой). Возведение храма и написание фресок произошли почти одновременно, с перерывом не более чем на год, даже если храм и посвящён победе над шведами в 1164 году. Это не исключает три этапа строительства храма: при Нифонте, по заказу князя или посадника сразу после победы над шведами в Старой Ладоге, и в конце XII века, возможно, после поразившего всю Европу взятия военными силами «земли карелов и русов» — Господина Великого Новгорода — шведской столицы Сигтуны, когда, как показали последние археологические раскопки, город сожжён не был, а со шведами проводилась воспитательная работа. Ещё ранее, в 1178 году, новгородцы, включая Корелу — вместе с союзниками — сумь — совершили поход в нынешнюю западную Финляндию, сожгли все замки и селения, вывели в полон всех шведов и почти всех католиков, так что в течение нескольких десятилетий шведская жизнь в Финляндии отсутствовала, а католическая — едва теплилась. Но этим новгородцы и ладожане вряд ли бы гордились: пребывание христиан в рабстве, тем более у карелов и суми — тогда ещё в большинстве язычников — не было бы отражено на фреске.

## Росписи
Фрески были созданы в том же году, когда состоялось освящение храма. Являются одним из немногих образцов русских фресок XII века. В 1445 году некоторые фрески были обновлены, однако большинство из них было утеряно в XVII веке. Некоторые были сняты со стен и оставлены под новым полом. Они были обнаружены в XX веке и восстановлены. В 1780 году некоторые древние фрески были открыты под слоем краски на стенах. В целом, сохранилось около 20 % оригинальных фресок.
Общая картина оригинальной росписи не поддаётся реконструкции, однако понятно, что северная и южная стены имели по пять рядов изображений. Из фресок на западной и восточной стенах ничего не сохранилось. Фрески на внутренней части купола сохранились почти без повреждений. На них изображено вознесение Христа в присутствии апостолов и пророков.
Все фрески были сделаны в одном стиле. Скорее всего, они были созданы группой художников под руководством двух главных. В композиции преобладают голубой, красный и жёлтый цвета. Есть также некоторые цветовые вариации, включающие белый цвет. Это несколько нетипично для русских фресок того времени и может указывать на то, что среди художников были греки, внёсшие элементы византийской росписи. При этом русские сопроводительные надписи на фресках, выполненные, согласно авторитетному мнению Т. В. Рождественской, новгородцами, равно как и уникальная во всём мире программа росписи, а, возможно, и её стиль, являются реальным свидетельством наличия русских фрескистов в той же артели, а также ориентации византийских художников на местные вкусы и традиции.

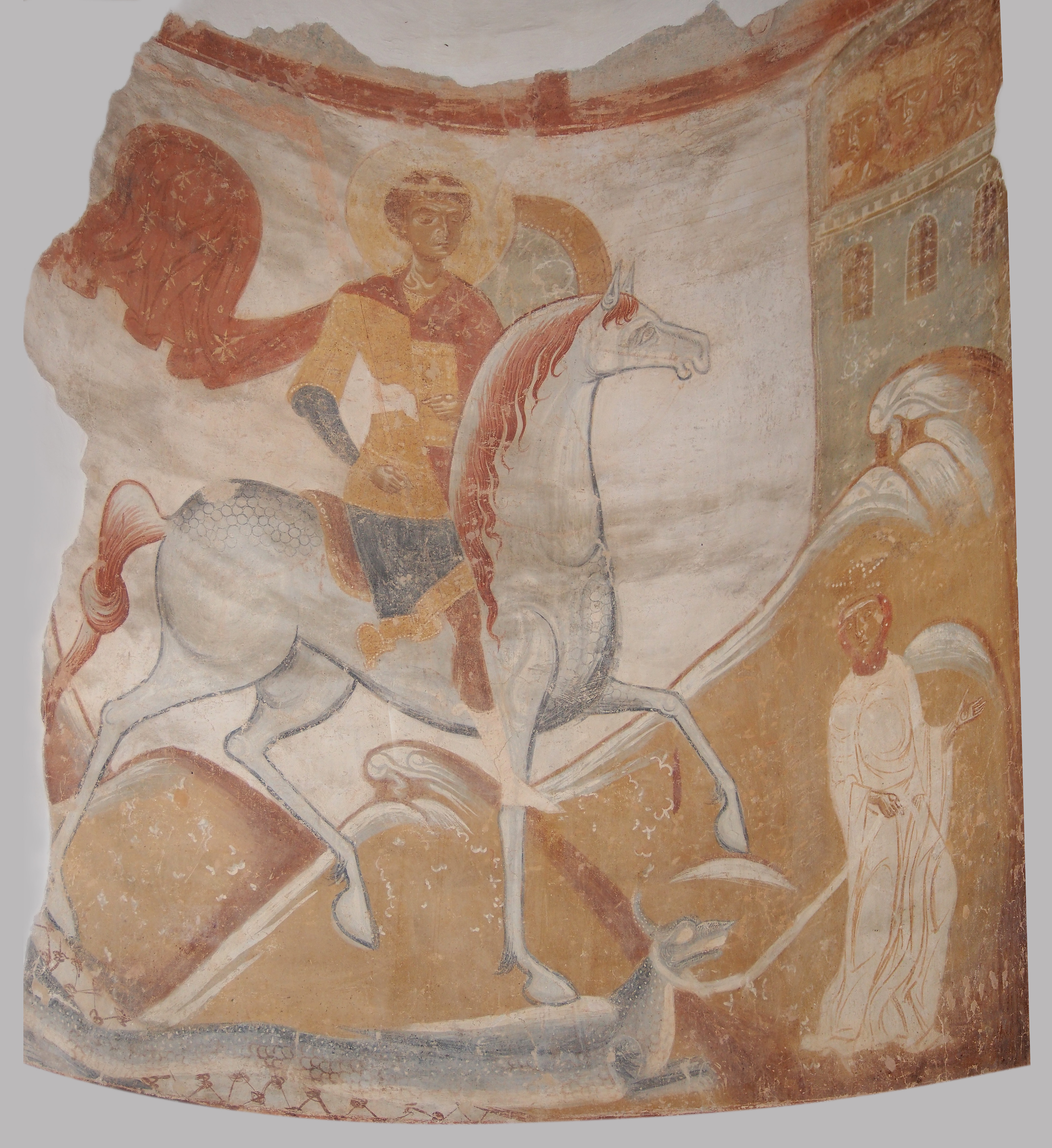
Чудо Георгия о змие

Наиболее необычная и уникальная фреска — находящаяся вопреки канонам в алтаре фреска с изображением Св. Георгия, укрощающего змея. Фигуру едущего на коне Георгия художник помещает в центре, иначе говоря, на наиболее выпрямленной части стены, где она не подвергнута перспективному искажению и где её легче всего развернуть по горизонтали на плоскости. Сбоку, где стена изогнута гораздо сильнее, он располагает здание вертикальной формы, которому ракурс не может особенно повредить, и к этому зданию направляет энергично восходящую линию холма. Эта линия играет немаловажную композиционную роль, объединяя центральное звено композиции с его боковым звеном и помогая воспринимать их, несмотря на изогнутую стену, как единое оптическое целое. Несомненно, аналогичная линия, но обращённая по диагонали влево, очерчивала несохранившийся холм на северной стороне малой ризницы (диаконника). Позади диаконника должно было возвышаться примерно такое же здание, какое представлено справа. И здесь художник не забывал о ракурсе, возникавшем в результате того, что зритель видел изображение на северной стороне диаконника в резком перспективном сокращении. Так, строго учитывая местоположение фрески, достигал художник той цельности впечатления, которая была бы неосуществима, если бы он не принимал в расчет законов монументальной живописи.
Ориентируя фреску на плоскость стены, авторы росписи делают линию главным средством художественного выражения. Линии принадлежит ведущая роль всюду: и во внутренней разделке формы, и в силуэтных очерках, и в трактовке лиц, и в орнаменте. Одеяния делятся на мелкие, совершенно плоские складки, которые то ложатся прямыми линиями, то образуют острые углы, то уподобляются зигзагам, то закручиваются узлами, то топорщатся по диагонали, то извиваются плавными параболами. В трактовке одежды всюду чувствуется увлечение орнаментальной игрой линий. Они проведены уверенной рукой незаурядного рисовальщика, одновременно умеющего выявить и структуру драпировки, её мотив, и орнаментально-декоративную природу складок, выполненных с поистине каллиграфической тонкостью.
Такое же виртуозное владение линией дает о себе знать в очерках фигур. Особенно выразителен силуэт коня, на котором гарцует Георгий. Только мастер, высоко ценивший красоту скупой и в то же время упругой линии, мог достичь столь простого и лаконичного художественного эффекта.
При этом всадник не поражает змия, как это бывает обычно, он лишь укрощает, попирая его. Царевна ведёт змия на пояске, как на поводке, а со стены за происходящим одобрительно наблюдает царь. Такая необычная интерпретация отсылает нас к русскому духовному стиху о Егории Храбром, в котором освобождённая царевна помогает святому Георгию укрощать змия, повязав его шею своим шёлковым пояском. Змий — не только символ зла, но и одновременно символ плотского начала человека и символ животных — не повержен, а приручен, зло в соответствии с принятым русским православием учением Сократа понимается как незнание добра и, хотя добро для большей силы убеждения — с вооружённой силой покровителя скотины Егория Храброго, но зло искореняется не уничтожением носителей зла или бессмысленным умерщвлением плоти, а путём просвещения и преображения, не убийством, только с вооружённой силой для защиты добра и для демонстрации змию последствий неподчинения добру, доброй царевне, доброму царю на стене. Не случайно в народных легендах Егорию Храброму приписывалось «утверждение на Руси веры православной и искоренение басурманской». Святой Георгий, изображавшийся в византийской традиции либо как мученик, либо как готовый на ратные подвиги воин-победитель и покровитель воинства, предстаёт здесь в совершенно ином свете. За геральдически торжественной сценой просматривается новый смысл: отдельные носители зла, образом которого выступает змий, могут быть уничтожены, как в других культурах изображения Георгия Победоносца, но само зло не может быть реально побеждено одними лишь силой и воинской доблестью. Зло может быть побеждено ими только вместе со смирением и верой. Именно эти вечные идеалы христианства и запечатлевают все изображенные на фреске участники события: и ангелоподобный Георгий, чей бесстрастный лик являет собой непоколебимую веру, и остальные персонажи, чья вера только что родилась, пробуждённая явленным чудом, и змий, ставший образом усмирённого греха, и даже конь, чей хвост, завязанный узлом, также является символом смирения. Эта и многие другие величественные фрески Староладожской церкви Святого Георгия, посвящённые описанию достоинств князей и воинских добродетелей, свидетельствуют, что скорее всего, заказчиком был не глава Новгородской республики — владыка, а один из князей, в крайнем случае — посадник.
При этом изображение святого Георгия, поражающего дракона, никогда ни в Руси, ни в Византии не размещалось в алтаре, не говоря уже об исключительной уникальности вооружённого Георгия, оставляющего змию жизнь.